# Chromosphaera perkinsii
Chromosphaera perkinsii Grau-Bové, 2017 é um organismo unicelular, uma espécie de Ichthyosporea da ordem Dermocystida .  Ao contrário da maioria dos ictiosporídeos, que são na sua grande maioria parasitas de peixes ou outros animais, esse microrganismo é autotrófico, ou seja, capaz de suprir as suas próprias necessidades nutricionais. Foi nomeada em homenagem ao Professor Frank Perkins.
O organismo foi descoberto em 2017 em sedimentos marinhos no Havaí  . Recentemente (2024) uma equipa da Universidade de Genebra (UNIGE) observou que esta espécie forma agregados multicelulares no final do seu desenvolvimento que apresentam semelhanças surpreendentes com as primeiras fases dos embriões animais. É um caso raro de um ictiosporiano supostamente de vida livre, e possivelmente o único dermocistídeo de vida livre. Por esta razão, a espécie é considerada valiosa para estudar os mecanismos evolutivos que permitiram a transição de protozoários unicelulares para organismos animais multicelulares ( metazoários ). Estas observações sugerem que os componentes genéticos responsáveis pelo desenvolvimento embrionário estavam presentes antes do surgimento da vida animal (multicelularidade) - ou que C. perkinsii desenvolveu independentemente processos semelhantes. Mas são necessárias mais pesquisas para esclarecer isso. 